# Daniël Nassen
Daniël Nassen (Tongeren, 24 november 1966) is een Belgisch voetbaltrainer en voormalig voetballer. Hij speelde voor Vlijtingen VV, Standard Luik, RWDM, Lommel, CS Visé en Hedera Millen.
Nassen was trainer bij KVK Tienen en Verbroedering Geel-Meerhout.